# Li-nea
Li-nea S.p.A. è una società, nata nel 1998, che gestisce il trasporto pubblico locale nell'area metropolitana di Firenze in maniera complementare ad ATAF (ovvero con corse che si allontanano molto dal centro storico o che hanno un'utenza minore).

## Storia
Fondata nel 1998 a Firenze con un organico di 81 dipendenti e un parco mezzi di 57 autobus, la cui età media era di oltre 18 anni, l'azienda iniziò a gestire alcune autolinee a Firenze e nei comuni circostanti di Scandicci, Fiesole e Bagno a Ripoli.
Nel 2004 Li-nea sposta sede e impianti a Scandicci e nel corso dell'anno successivo si aggiudica, tramite la formazione di un consorzio con ATAF, ATAF e Li-nea s.c.a.r.l., la gestione del servizio di trasporto pubblico locale su gomma dell'area metropolitana di Firenze.

## Esercizio
L'azienda svolge servizi di linea nelle zone periferiche di Firenze e nei comuni di Bagno a Ripoli, Calenzano, Campi Bisenzio, Fiesole, Greve in Chianti, Lastra a Signa, Montelupo Fiorentino, Sesto Fiorentino, Signa e Scandicci, servizi per entrata e uscita dalle fabbriche e dalle scuole.
La ditta svolge anche servizi di noleggio con conducente.

## Parco mezzi
Il parco veicoli è costituito essenzialmente da bus urbani e suburbani, alcuni dei quali rilevati da ATAF, da CAP e da Lazzi, nonché da alcuni Setra S 215 UL (ormai radiati), Mercedes O303 Padane MX (radiati), Mercedes Integro e da 4 Iveco Euroclass (Nel 2016 1 unità ancora attiva), 2 Mercedes Tourismo e 7 Mercedes O350, utilizzati in servizi di noleggio con conducente.

## Sede e depositi
La sede e il deposito principale si trovano a Scandicci; un ulteriore deposito è sito in via di Villamagna, presso Bagno a Ripoli, e viene inoltre utilizzato il deposito di viale XI Agosto, di proprietà di ATAF.